# Scream VI
Scream VI és una pel·lícula slasher estatunidenca de 2023 dirigida per Matt Bettinelli-Olpin i Tyler Gillett, escrita per James Vanderbilt i Guy Busick, amb l'escriptor i creador de la franquícia original Kevin Williamson com a productor executiu. Serà la sisena entrega de la sèrie de pel·lícules Scream i una seqüela directa de la pel·lícula de 2022.
La pel·lícula és protagonitzada per Melissa Barrera, Jasmin Savoy Brown, Mason Gooding, Jenna Ortega, Hayden Panettiere i Courteney Cox, que repetiran els papers d'entregues anteriors. Dermot Mulroney, Henry Czerny, Samara Weaving i Tony Revolori es van afegir més tard al repartiment. L'estrella de la franquícia Neve Campbell va anunciar que no tornaria com a Sidney Prescott perquè no estava satisfeta amb l'oferta que se li va presentar, convertint-se en la primera pel·lícula de la franquícia que no comptava amb l'actriu o el personatge.
Scream VI s'estrenà el 10 de març de 2023 per Paramount Pictures. S'ha subtitulat al català.

## Sinopsi
La pel·lícula continua amb els supervivents dels últims assassinats de Ghostface, les germanes Samantha i Tara Carpenter i els bessons Chad i Mindy Meeks, deixant Woodsboro enrere i començant un nou capítol de les seues vides a la ciutat de Nova York només per tornar a ser afectats per una ratxa d'assassinats per part d'un nou assassí de Ghostface.

## Repartiment
- Courteney Cox com a Gale Weathers
- Melissa Barrera com a Samantha "Sam" Carpenter, la filla il·legítima de Billy Loomis
- Jenna Ortega com a Tara Carpenter, la germanastra de Sam
- Hayden Panettiere com Kirby Reed, un supervivent dels assassinats en sèrie de Ghostface del 2011
- Jasmin Savoy Brown com a Mindy Meeks-Martin, la neboda de Randy i bessona de Chad
- Mason Gooding com a Chad Meeks-Martin, el nebot de Randy i el bessó de Mindy
- Dermot Mulroney com a Wayne Bailey
- Jack Champion com a Ethan Landry
- Devyn Nekoda com a Anika Kayoko
- Liana Liberato com a Quinn Bailey
- Josh Segarra com a Danny Brackett
- Henry Czerny com a Christopher Stone
- Toni Revolori com a Jason Carvey
- Samara Weaving com a Laura Crane
- Skeet Ulrich com a Billy Loomis
- Roger L. Jackson com a veu de Ghostface